# Rogues
Rogues is een gemeente in het Franse departement Gard (regio Occitanie) en telt 110 inwoners (2009). De plaats maakt deel uit van het arrondissement Le Vigan.

## Geografie
De oppervlakte van Rogues bedraagt 33,3 km², de bevolkingsdichtheid is dus 3,3 inwoners per km².
De onderstaande kaart toont de ligging van Rogues met de belangrijkste infrastructuur en aangrenzende gemeenten.

## Demografie
Onderstaande figuur toont het verloop van het inwonertal (bron: INSEE-tellingen).